# Tapinotaspis ogloblini
Tapinotaspis ogloblini là một loài Hymenoptera trong họ Apidae. Loài này được Roig-Alsina mô tả khoa học năm 2003.